# Muscuspina neblina
Muscuspina neblina — вид прямокрилих комах родини коників (Tettigoniidae). Описаний у 2024 році.

## Поширення
Ендемік Колумбії. Поширений в департаменті Антіокія на заході країни. Середовище проживання — гірські ліси північно-західних Анд.